# Ganne Hadar
Ganne Hadar (hebr. גני הדר; pol. Ogrody Hadar) – wieś położona w samorządzie regionu Gezer, w Dystrykcie Centralnym, w Izraelu.
Leży w zachodniej części Szefeli, w otoczeniu miasta Rechowot, moszawów Sitrijja, Petachja, Ramot Me’ir i Kefar Bin Nun, oraz kibucu Na’an. Na zachód od wioski znajduje się baza Sił Obronnych Izraela.

## Historia
Osada została założona w 1930 przez żydowskich imigrantów ze Stanów Zjednoczonych, którzy założyli związek rolniczy „Gan Hadar-Cooperation”.

## Gospodarka
Gospodarka wioski opiera się na rolnictwie.
Znajduje się tutaj firma Mor Ganne Hadar Packing House zajmująca się pakowaniem owoców oraz kwiatów z okolicznych moszawów.

## Komunikacja
Na wschód od moszawu przebiega autostrada nr 6, brak jednak możliwości wjazdu na nią. Przez moszaw przebiega droga nr 4233, którą jadąc na południe dojeżdża się do moszawu Ramot Me’ir, lub jadąc na zachód dojeżdża się do  drogi ekspresowej nr 40  (Kefar Sawa-Ketura).